# Holoaden
Genre
Holoaden est un genre d'amphibiens de la famille des Craugastoridae.

## Répartition
Les 4 espèces de ce genre sont endémiques du Brésil. Elles se rencontrent dans les montagnes dans les États du Minas Gerais, de Rio de Janeiro et de São Paulo.

## Liste d'espèces
Selon Amphibian Species of the World (4 juillet 2014) :
- Holoaden bradei Lutz, 1958
- Holoaden luederwaldti Miranda-Ribeiro, 1920
- Holoaden pholeter Pombal, Siqueira, Dorigo, Vrcibradic & Rocha, 2008
- Holoaden suarezi Martins & Zaher, 2013

## Étymologie
Le nom de ce genre vient du grec holos, entier, et de aden, la glande, en référence aux pustules présentes sur les dos des espèces de ce genre.

## Publication originale
- Miranda-Ribeiro, 1920 : Algumas considerações sôbre Holoaden lüderwaldti e gêneros correlatos. Revista do Museu Paulista, vol. 12, p. 317-320 (texte intégral).